# Linguistique prédictive
 (février 2019).
La linguistique prédictive est une discipline émergente qui étudie l’interrelation entre les marqueurs linguistiques et l’action considérée comme une activité intentionnelle, consciente et subjectivement significative. 
Une des principales préoccupations de la linguistique prédictive est d’analyser la manière dont le langage peut prédire les actions humaines et d’expliquer la relation entre le temps et l’action au sein du langage, notamment la manière dont une action future est exprimée dans le langage présent.
La discipline s’intéresse principalement aux mécanismes dans lesquels les actions et les états d’esprit futurs sont traités et représentés en langage naturel. Pour cela, la recherche fait appel à la linguistique, aux neurosciences, aux sciences cognitives et aux sciences de l’information pour analyser des données actuelles et historiques afin de prédire des actions futures ou des événements inconnus par ailleurs.

## Fondation
La linguistique prédictive a été fondée par le professeur Mathieu Guidère, docteur en linguistique de la Sorbonne (Université Paris IV, France). Guidère a inventé le terme « linguistique prédictive » en 2006 alors qu'il était professeur à l'École spéciale militaire de Saint-Cyr et directeur de l'Unité d'analyse de l'information stratégique et de veille technologique. En 2015, il a publié une synthèse de ses travaux dans un livre intitulé : La linguistique prédictive : de la cognition à l’action, l’un de ses nombreux écrits sur le langage et la sécurité. Guidere avait déjà écrit de nombreux articles sur le rôle des marqueurs linguistiques dans la prédiction d’actions violentes. Certaines de ses publications précédentes incluent « Rich Language Analysis for Counterterrorism » et la détection de projets d’attentats-suicides par l’analyse prédictive des lettres et des « testaments » des kamikazes.
En 2011, il a co-écrit en anglais un article intitulé Méthodes computationnelles pour les applications cliniques : une introduction, dans lequel il utilise le terme « informatique cognitive ». Peu après, il a développé, avec le professeur Newton Howard (en), une application « LXIO: le RoboPsych de détection de l'humeur ». Fin 2012, le domaine avait attiré l’attention de nombreuses personnes et commencé à se développer dans le domaine de l’industrie et de l’intelligence artificielle.

## La prédictivité
La prédictivité des actions est différente de la prédiction en langue. Son objectif est de prévoir ce qui se passera dans l’avenir en se basant sur une analyse rigoureuse des données linguistiques et des marqueurs actuels. La prédictivité linguistique est inférée à la fois qualitativement et quantitativement : les méthodes expérimentales indiquent que la combinaison du traitement statistique des données et de l’analyse automatique du discours dans le contexte formé par les mots peut, sous certaines conditions, permettre de prédire les actions à venir et les états mentaux. En outre, il a été démontré que la prédictivité reposait sur des marqueurs sémantiques et pragmatiques (Guidère, 2015). Les limitations en matière de prédictivité pourraient être causées par un manque d'informations sur le temps ou les actions dans les données linguistiques analysées.
La combinaison de la linguistique prédictive et de la modélisation prédictive permet aux chercheurs, aux analystes, aux médecins et aux décideurs d’agréger et d’analyser des types de données disparates, de reconnaître les caractéristiques et les tendances de ces données, ainsi que de prendre des décisions plus éclairées afin de modifier de manière anticipée les résultats futurs.

## Linguistique prédictive et Big Data
La linguistique prédictive est utilisée pour analyser les Big Data qui sont si massives et complexes qu’il devient difficile de travailler avec des outils de gestion de base de données traditionnels. Des exemples de sources de données massives de nature linguistique comprennent les journaux en ligne et les réseaux sociaux. La linguistique prédictive est au cœur de l’analyse automatique du discours pour le traitement de données massives. Elle permet également d’exécuter des algorithmes prédictifs sur le streaming de données texte ou audio transcrites.
Aujourd'hui, l'exploration automatique de mégadonnées et l'utilisation de la linguistique prédictive sont à la portée de davantage d'organisations et de nouvelles méthodes sont capables de gérer de tels ensembles de données à la fois de manière quantitative et qualitative.
Afin d'analyser le Big Data, les chercheurs en linguistique prédictive utilisent l’apprentissage profond (Deep Machine Learning), une branche de l'intelligence artificielle qui permet aux ordinateurs d'apprendre à partir des données et des cas collectés.
Aujourd'hui, la linguistique prédictive inclut un certain nombre de méthodes quantitatives et qualitatives pour l'analyse de ces données. Elle trouve une application dans une grande variété de domaines, notamment le diagnostic médical. Dans ce type d’application, les techniques d’apprentissage automatique imitent la cognition humaine et s’appuient sur des exemples d’entraînement pour prédire des actions et des événements futurs.

## Usages actuels de la linguistique prédictive
La linguistique prédictive est utilisée dans les domaines de la santé, de la sécurité, des télécommunications, de la science actuarielle, du marketing, de l’assurance, des services financiers et dans d’autres domaines. Nous décrivons ci-dessous deux domaines dans lesquels elle a eu un impact positif au cours des dernières années.

### La santé
La linguistique prédictive est utilisée pour analyser les énormes quantités de données cliniques qui sont maintenant computables. Les chercheurs établissent des corrélations entre ces données et d’autres ensembles de données (dossiers électroniques) afin d’effectuer des analyses prédictives. Par exemple, les psychothérapeutes et les professionnels de la santé mentale utilisent la linguistique prédictive pour transformer les données audio enregistrées et transcrites en connaissances médicales afin de prendre de meilleures décisions plus rapidement dans le domaine de l'identification des troubles mentaux et de l'optimisation des soins thérapeutiques.
Les experts utilisent la linguistique prédictive dans le domaine de la santé principalement pour déterminer quels patients risquent de développer certains troubles mentaux, tels que la schizophrénie, la paranoïa, les troubles de l'humeur et les troubles de la personnalité. De plus, des systèmes sophistiqués d’aide à la décision clinique intègrent la linguistique prédictive pour appuyer le diagnostic médical et la prévision de la progression de la maladie dans de nombreux troubles neurodégénératifs comme la maladie d’Alzheimer.

### Autres domaines
La linguistique prédictive est également utilisée dans les systèmes de sécurité pour intégrer des données complexes relatives aux actions et plans futurs des individus, sur la base de l'analyse automatique de leurs interactions verbales et de leurs enregistrements audio au présent. Elle exploite les modèles prédictifs trouvés dans les données linguistiques pour identifier les actions et les états mentaux.
La linguistique prédictive permet de détecter les relations entre de nombreuses données sémantiques pour permettre l’évaluation du risque ou de la menace potentielle associée à un ensemble particulier d’actions exprimées dans le discours.

## Outils
Le développement d’outils issus de la linguistique prédictive requiert des compétences avancées en traitement automatique du langage naturel (TALN), mais il n’est pas réservé aux linguistes spécialisés en informatique. À mesure que le domaine se développe, il existe de plus en plus d’outils sur le marché qui facilitent la mise en œuvre de la linguistique prédictive, et ils sont conçus pour des experts praticiens en collaboration avec des linguistes.

## Critique
Certains experts sont sceptiques quant à la capacité des algorithmes de prédire les actions futures en fonction de ce que les gens disent ou écrivent. La linguistique prédictive ne peut pas dire exactement ce que quelqu'un va faire, mais elle peut analyser précisément son intention de faire. Il y a certes beaucoup de variables imprévisibles dans la réalisation d’une action dans l’avenir, mais les marqueurs linguistiques restent les plus prévisibles car ils expriment des conceptions, des perceptions et des intentions.

## Publication
- Mathieu Guidère, La Linguistique prédictive : de la cognition à l’action, Paris, L’Harmattan, 2015.